# Anemone narcissifolia
Anemone narcissifolia är en ranunkelväxtart. Anemone narcissifolia ingår i släktet sippor, och familjen ranunkelväxter.

## Underarter
Arten delas in i följande underarter:
- A. n. biarmiensis
- A. n. chrysantha
- A. n. crinita
- A. n. fasciculata
- A. n. narcissifolia
- A. n. nipponica
- A. n. protracta
- A. n. sachalinensis
- A. n. willdenowii
- A. n. brevipedunculata
- A. n. crimea
- A. n. monantha
- A. n. villosissima
- A. n. zephyra

## Bildgalleri

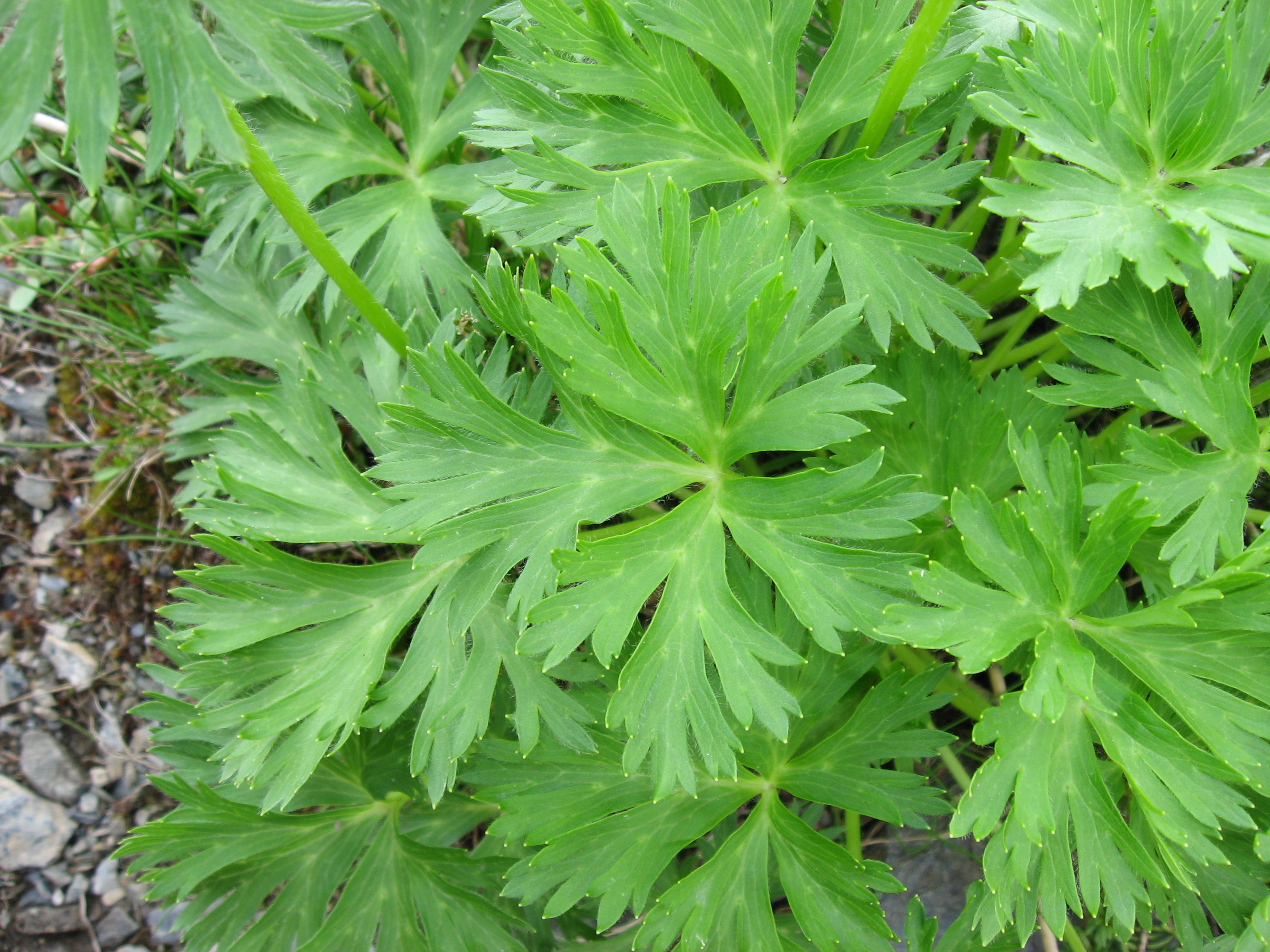
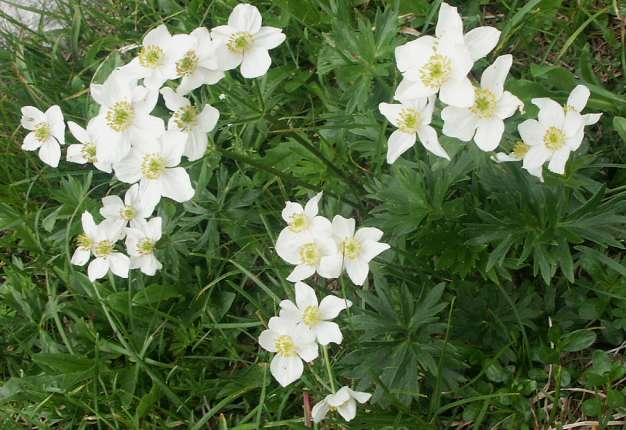
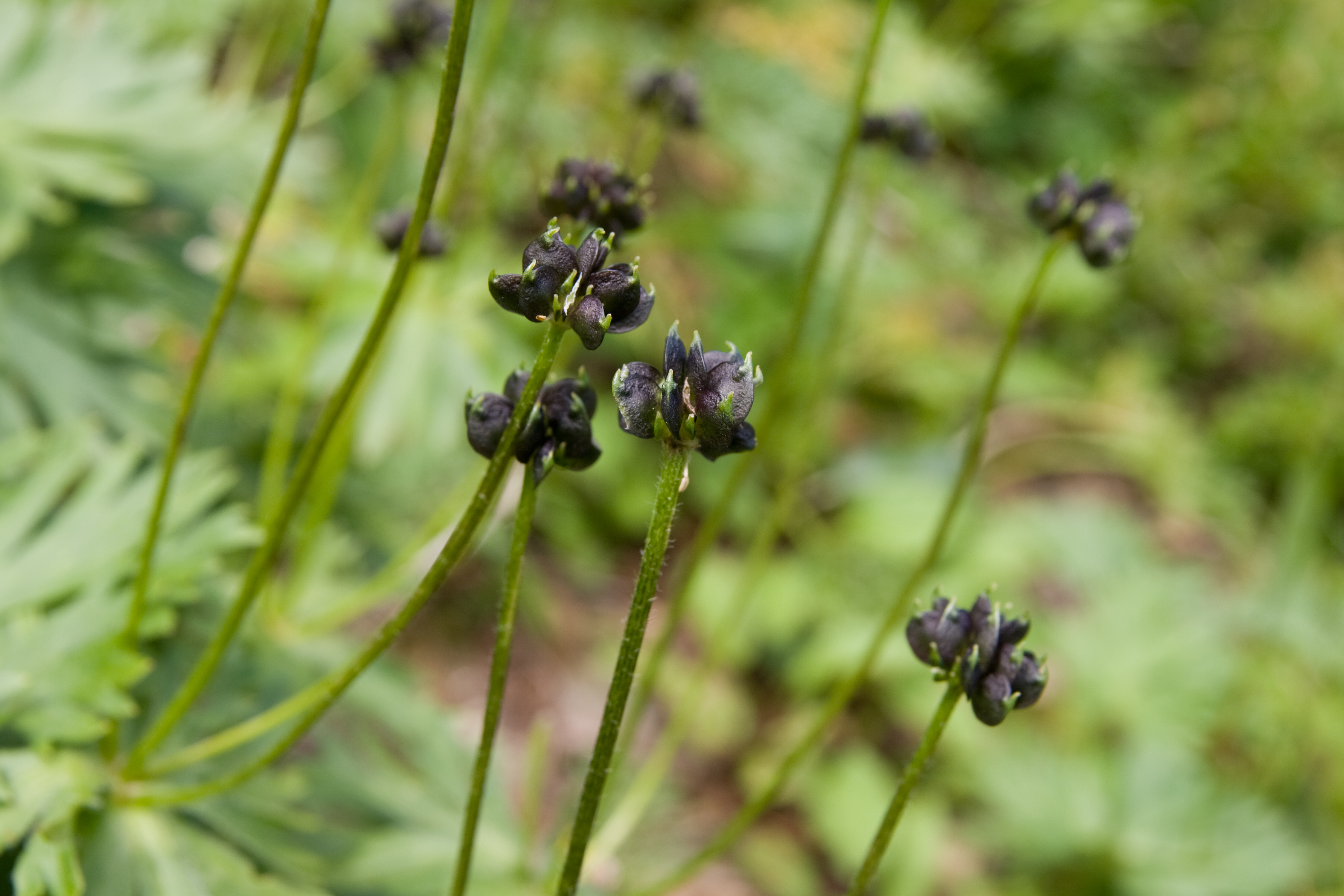
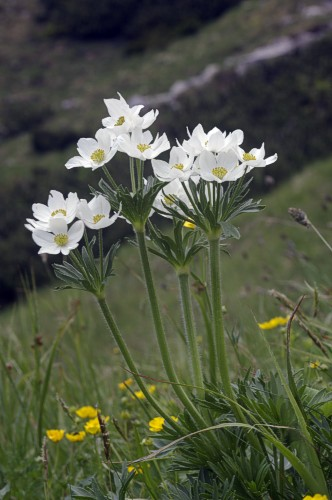
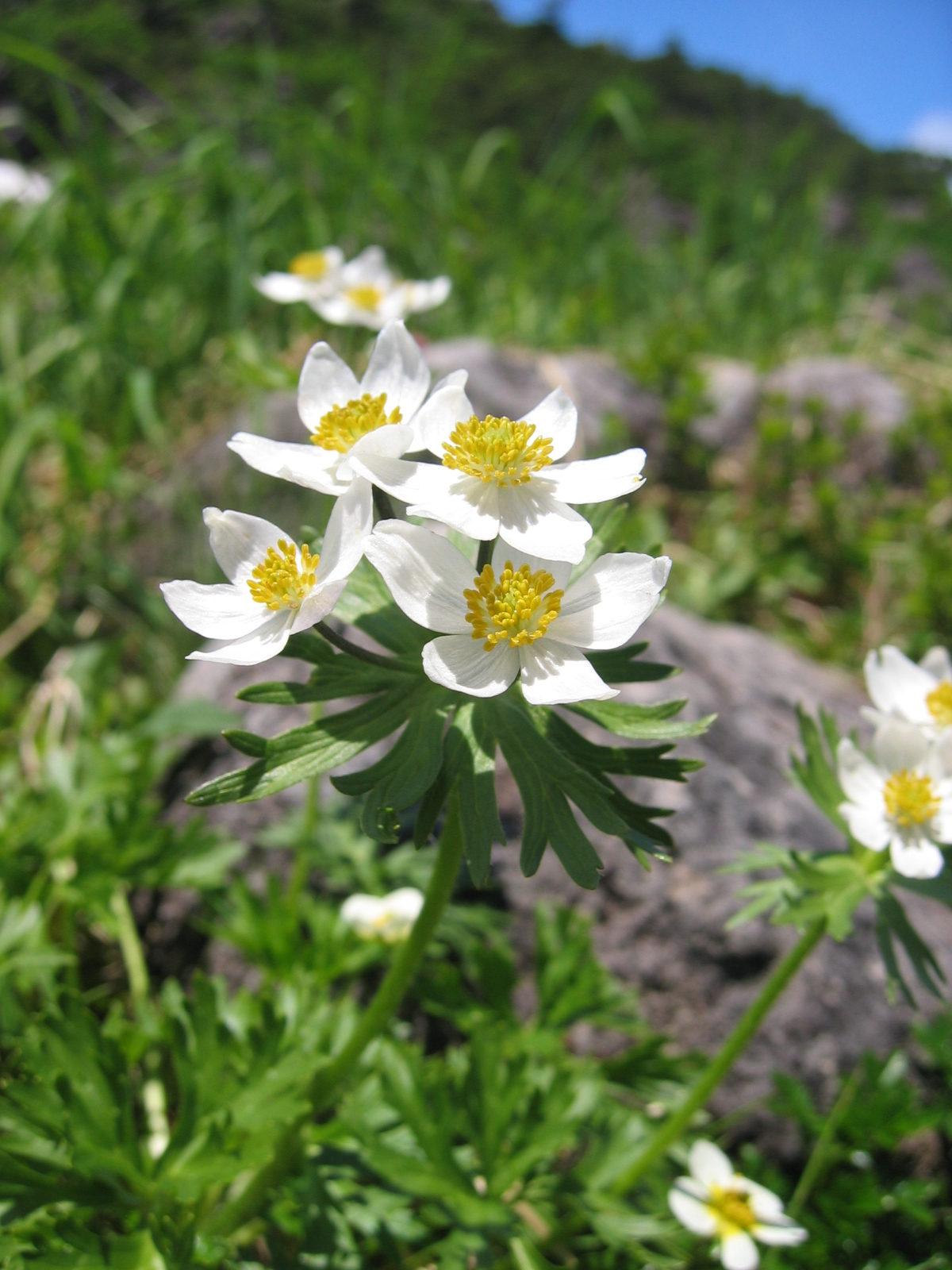
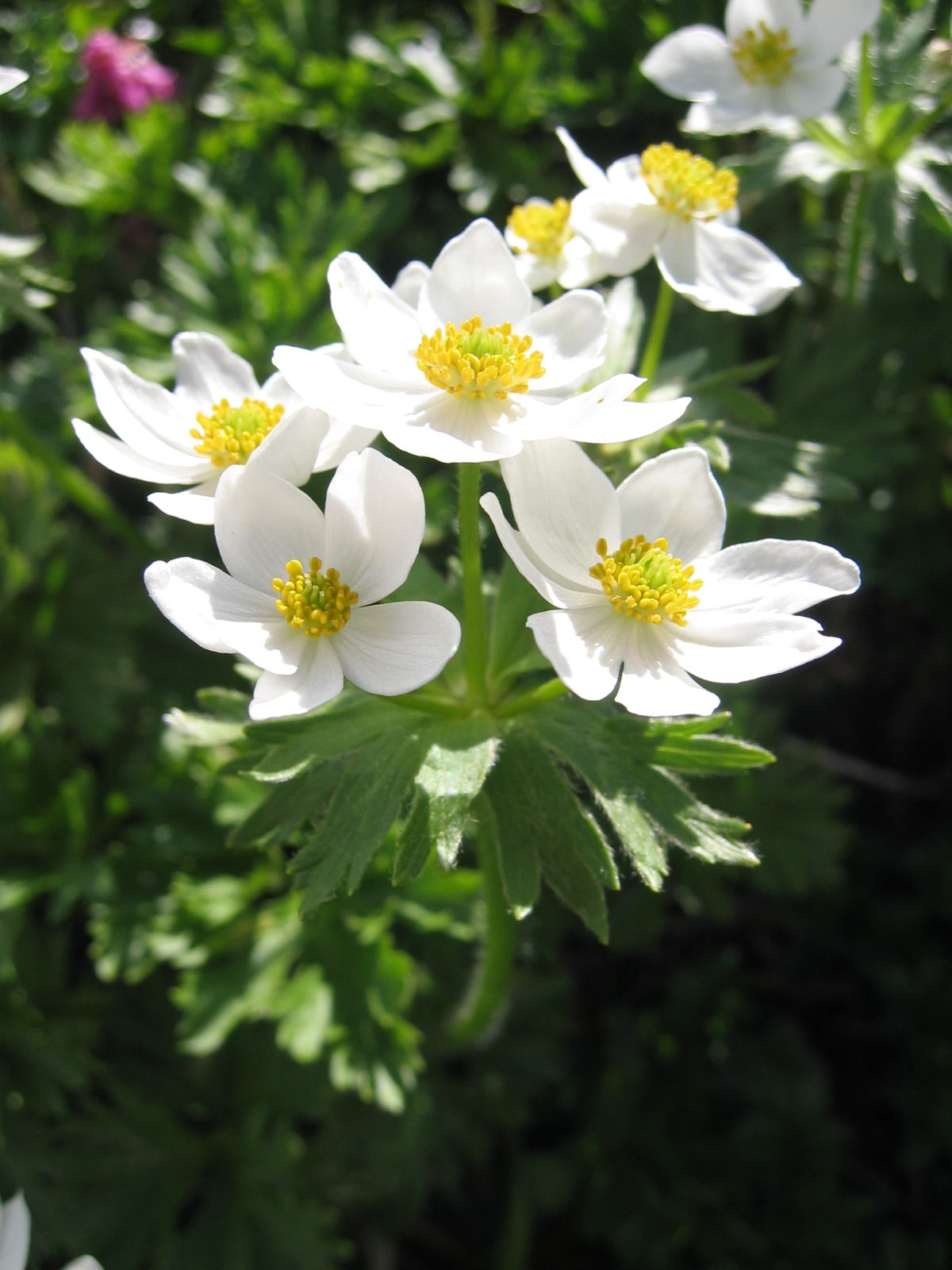